# Nemateleotris helfrichi
Nemateleotris helfrichi is een straalvinnige vissensoort uit de familie van wormvissen (Microdesmidae). De wetenschappelijke naam van de soort is voor het eerst geldig gepubliceerd in 1973 door Randall & Allen.